# Arthur James May
Arthur James May (Rockdale, 1899 – 1968) è stato uno storico statunitense.

## Biografia
Conseguì il dottorato all'Università di Pennsylvania nel 1925 e per quasi quarant'anni, fino al 1964, anno del suo ritiro, insegnò come professore di Storia nell'Università scientifica di Rochester.

## Opere
- Contemporary American Opinion of the Mid-Century Revolutions, 1927.
- The Age of Metternich, 1933.
- The Habsburg Monarchy, 1867-1914, 1951.
  -  La monarchia asburgica, Introduzione di Angelo Ara, trad. Maria Lida Bonaguidi Paradisi, redazione di Gustavo Corni, Nuova Collana storica, Bologna, Il Mulino, 1973.
- The Passing of the Habsburg Monarchy, 1914-1918, 1966.
- Vienna in the Age of Franz Joseph, 1966.
- Europe since 1939, 1966.